# Marathon Vert de Rennes
Le marathon vert de Rennes, officiellement nommé Le Marathon Vert Rennes School of Business pour des raisons de parrainage, est une épreuve de course à pied de 42,195 km organisée annuellement dans la région rennaise.
Créée en 2011, la compétition s'est portée dès la première édition vers des enjeux de développement durable et d'humanitaire.
En 2015 et 2021, le marathon vert fut la course support des championnats de France de marathon.

## Histoire
La première édition du marathon vert de Rennes, sous l'égide de l'Association sportive Rennes Cap Malo et de son président Daniel Jeulin, a lieu le 26 juin 2011. Elle est parrainée par Haile Gebrselassie, champion olympique et premier homme sous les 2 h 4 au marathon. Le marathon s'engage pour trois ans aux côtés de l'association Mama Ethiopia qui œuvre en faveur des orphelins éthiopiens et projette de construire orphelinat et stade. 1 300 coureurs sont au départ de cette première édition.
La deuxième édition du marathon en novembre 2012 participe au reboisement de la planète, grâce à la Fondation Yves Rocher qui s'engage à planter un arbre dans des pays souffrant de la déforestation pour chaque kilomètre parcouru.
En 2013, Konica Minolta Business Solutions France devient le partenaire titre de l'événement pour une durée de quatre ans.
En 2015, le marathon vert de Rennes est choisi pour la première fois comme course support pour les championnats de France de marathon. Chez les hommes, Michael Gras (US Talence) s'impose en 2 h 18 min 32 s. Tandis que chez les femmes, Aline Camboulives s'impose en 2 h 37 min 2 s.
Après une édition annulée en 2020, le marathon vert est de nouveau choisi comme support pour les championnats de France de marathon 2021. Alexandre Bourgeois est titré chez les hommes en 2 h 16 min 52 s et Aude de La Mettrie chez les femmes en 2 h 51 min 0 s.

## Parcours
De la première édition jusqu'à 2021, le marathon vert prend son départ à Cap Malo, parc d'activités situé sur les communes de La Mézière et de Melesse. Modifié régulièrement, le parcours traverse les communes du nord de Rennes Métropole : La Chapelle-des-Fougeretz, Montgermont, Pacé, Saint-Grégoire puis Cesson-Sévigné. L'arrivée de la compétition se situe dans le centre de Rennes, sur l'Esplanade du Général de Gaulle.
Depuis 2022, le parcours se situe principalement dans la ville de Rennes, via une double boucle qui suit les axes le canal de l'Ille et de la Vilaine, avec un passage dans Cesson-Sévigné.

## Épreuves
Le marathon vert de Rennes propose outre l'épreuve reine :
- le marathon relais Ouest-France
- le marathon duo Bati-Armor
- le 10 km Lamotte
- la féminine Yves Rocher (course de 5 km exclusivement féminine)
- la marche familiale Yves Rocher

## Palmarès

### Hommes
Record de l'épreuve
| Date | Athlète                                              | Nationalité                                          | Temps                                                |
| ---- | ---------------------------------------------------- | ---------------------------------------------------- | ---------------------------------------------------- |
| 2011 | Gebre Gebremedhin                                    | Éthiopie                                             | 2 h 22 min 17 s                                      |
| 2012 | Lema Feyisa                                          | Éthiopie                                             | 2 h 09 min 47 s                                      |
| 2013 | Asefa Abrha                                          | Éthiopie                                             | 2 h 09 min 00 s                                      |
| 2014 | Felix Kiprotich                                      | Kenya                                                | 2 h 08 min 05 s                                      |
| 2015 | Maruis Kimutai                                       | Kenya                                                | 2 h 09 min 14 s                                      |
| 2016 | Justus Kipkosgei                                     | Kenya                                                | 2 h 09 min 29 s                                      |
| 2017 | Josphat Kiprono                                      | Kenya                                                | 2 h 09 min 45 s                                      |
| 2018 | Lawi Kiptui                                          | Kenya                                                | 2 h 08 min 30 s                                      |
| 2019 | Robert Chemonges                                     | Ouganda                                              | 2 h 09 min 03 s                                      |
| 2020 | Épreuve annulée en raison de la pandémie de Covid-19 | Épreuve annulée en raison de la pandémie de Covid-19 | Épreuve annulée en raison de la pandémie de Covid-19 |
| 2021 | Duncan Perrillat                                     | France                                               | 2 h 14 min 48 s                                      |
| 2022 | Duncan Perrillat                                     | France                                               | 2 h 12 min 37 s                                      |
| 2023 | Florian Caro                                         | France                                               | 2 h 13 min 59 s                                      |
| 2024 | Freddy Guimard                                       | France                                               | 2 h 14 min 26 s                                      |

### Femmes
Record de l'épreuve
| Date | Athlète                                              | Nationalité                                          | Temps                                                |
| ---- | ---------------------------------------------------- | ---------------------------------------------------- | ---------------------------------------------------- |
| 2011 | Tigist Gebeyahu                                      | Éthiopie                                             | 2 h 45 min 52 s                                      |
| 2012 | Tsega Gelaw                                          | Éthiopie                                             | 2 h 37 min 16 s                                      |
| 2013 | Desalegn Yestsehay                                   | Éthiopie                                             | 2 h 33 min 08 s                                      |
| 2014 | Olga Kotovska                                        | Ukraine                                              | 2 h 28 min 46 s                                      |
| 2015 | Alem Kifle                                           | Éthiopie                                             | 2 h 34 min 39 s                                      |
| 2016 | Hellen Jepkurgat                                     | Kenya                                                | 2 h 31 min 07 s                                      |
| 2017 | Viola Jelagat                                        | Kenya                                                | 2 h 26 min 51 s                                      |
| 2018 | Almaz Negede                                         | Éthiopie                                             | 2 h 29 min 40 s                                      |
| 2019 | Chaltu Waka                                          | Éthiopie                                             | 2 h 30 min 01 s                                      |
| 2020 | Épreuve annulée en raison de la pandémie de Covid-19 | Épreuve annulée en raison de la pandémie de Covid-19 | Épreuve annulée en raison de la pandémie de Covid-19 |
| 2021 | Aude De La Mettrie                                   | France                                               | 2 h 51 min 00 s                                      |
| 2022 | Anne-Sophie Lescop-Mayeur                            | France                                               | 2 h 56 min 02 s                                      |
| 2023 | Camille Chaigneau                                    | France                                               | 2 h 43 min 22 s                                      |
| 2024 | Fanny Malagré                                        | France                                               | 2 h 49 min 17 s                                      |